# Route nationale 28 (Belgique)
Pour les articles homonymes, voir Route nationale 28.
La route nationale 28 est une route nationale de Belgique qui relie Nivelles à Ninove, en passant par Braine-le-Château et Hal. Celle-ci est prolongée à Denderhautem (Haaltert) par la route nationale 45 en direction d'Alost.

## Description du tracé

### Communes sur le parcours
- Région wallonne
  -  Province du Brabant wallon
    - Nivelles
    - Braine-l'Alleud
    - Ittre
    - Braine-le-Château
- Région flamande
  -  Province du Brabant flamand
    - Hal
    - Pepingen
    - Gooik

  -  Province de Flandre-Orientale
    - Ninove

## Statistiques de fréquentation
| BK | Début | Fin | Trafic moyen journalier (6h–22h, en milliers), | Trafic moyen journalier (6h–22h, en milliers), | Trafic moyen journalier (6h–22h, en milliers), | Trafic moyen journalier (6h–22h, en milliers), | Trafic moyen journalier (6h–22h, en milliers), | Trafic moyen journalier (6h–22h, en milliers), | Trafic moyen journalier (6h–22h, en milliers), |
| BK | Début | Fin | 1985                                           | 1990                                           | 1995                                           | 2000                                           | 2005                                           | 2010                                           | 2015                                           |
| -- | ----- | --- | ---------------------------------------------- | ---------------------------------------------- | ---------------------------------------------- | ---------------------------------------------- | ---------------------------------------------- | ---------------------------------------------- | ---------------------------------------------- |